# はなびら (back numberの曲)
「はなびら」は、back numberの1枚目のシングル。

## 解説
- メジャーデビューシングル。
- ジャケット・PVには辻元舞が出演。

## 収録曲
- 全作詞作曲：清水依与吏、編曲：back number（特記除く）
- 2ndアルバム『スーパースター』収録(#1,2,3)

1. はなびら（編曲：back number & soundbreakers、ストリングスアレンジ：soundbreakers）
2. こぼれ落ちて
3. 幸せ（ストリングスアレンジ：新屋豊）
4. はなびら (instrumental)
5. こぼれ落ちて (instrumental)
6. 幸せ (instrumental)